# French Open 2016
Die 115. French Open waren ein Tennis-Grand-Slam-Turnier, welches vom 22. Mai bis 5. Juni 2016 in Paris im Stade Roland Garros stattfand.
Titelverteidiger im Einzel waren Stan Wawrinka bei den Herren sowie Serena Williams bei den Damen. Im Herrendoppel waren dies Ivan Dodig und Marcelo Melo, im Damendoppel Bethanie Mattek-Sands und Lucie Šafářová und im Mixed Bethanie Mattek-Sands und Mike Bryan.

## Preisgeld
Das Preisgeld betrug in diesem Jahr 32.017.500 Euro, was einen Anstieg zum Vorjahr von 14 % bedeutete.
| Erreichte Runde | Einzel      | Doppel*   | Mixed*    |
| --------------- | ----------- | --------- | --------- |
| Sieg            | 2.000.000 € | 500.000 € | 116.000 € |
| Finale          | 1.000.000 € | 250.000 € | 58.000 €  |
| Halbfinale      | 500.000 €   | 125.000 € | 28.500 €  |
| Viertelfinale   | 294.000 €   | 68.000 €  | 16.000 €  |
| Achtelfinale    | 173.000 €   | 37.000 €  | 8.500 €   |
| Dritte Runde    | 102.000 €   | 19.000 €  | 4.250 €   |
| Zweite Runde    | 60.000 €    | 9.500 €   |           |
| Erste Runde     | 30.000 €    |           |           |
| Q3              | 14.000 €    |           |           |
| Q2              | 7.000 €     |           |           |
| Q1              | 3.500 €     |           |           |

* pro Team; Q = Qualifikationsrunde

## Absagen
Vor Turnierbeginn hatten folgende Topspieler, die einen gesetzten Startplatz gehabt hätten, ihre Teilnahme abgesagt:
- Belinda Bencic, anhaltende Rückenprobleme[2]
- Oleksandr Dolhopolow
- Roger Federer, Rückenverletzung[3]
- Gaël Monfils, Virusinfektion[4]
- Marija Scharapowa, von der ITF provisorisch gesperrt[5]
- Caroline Wozniacki, Knöchelverletzung[6]

## Herreneinzel
Setzliste
| Nr. | Spieler               | Erreichte Runde |
| --- | --------------------- | --------------- |
| 01. | Novak Đoković         | Sieg            |
| 02. | Andy Murray           | Finale          |
| 03. | Stan Wawrinka         | Halbfinale      |
| 04. | Rafael Nadal          | 3. Runde        |
| 05. | Kei Nishikori         | Achtelfinale    |
| 06. | Jo-Wilfried Tsonga    | 3. Runde        |
| 07. | Tomáš Berdych         | Viertelfinale   |
| 08. | Milos Raonic          | Achtelfinale    |
| 09. | Richard Gasquet       | Viertelfinale   |
| 10. | Marin Čilić           | 1. Runde        |
| 11. | David Ferrer          | Achtelfinale    |
| 12. | David Goffin          | Viertelfinale   |
| 13. | Dominic Thiem         | Halbfinale      |
| 14. | Roberto Bautista Agut | Achtelfinale    |
| 15. | John Isner            | Achtelfinale    |
| 16. | Gilles Simon          | 3. Runde        |
| 17. | Nick Kyrgios          | 3. Runde        |

| Nr. | Spieler               | Erreichte Runde |
| --- | --------------------- | --------------- |
| 18. | Kevin Anderson        | 1. Runde        |
| 19. | Benoît Paire          | 2. Runde        |
| 20. | Bernard Tomic         | 2. Runde        |
| 21. | Feliciano López       | 3. Runde        |
| 22. | Viktor Troicki        | Achtelfinale    |
| 23. | Jack Sock             | 3. Runde        |
| 24. | Philipp Kohlschreiber | 1. Runde        |
| 25. | Pablo Cuevas          | 3. Runde        |
| 26. | João Sousa            | 2. Runde        |
| 27. | Ivo Karlović          | 3. Runde        |
| 28. | Oleksandr Dolhopolow  | Rückzug         |
| 29. | Lucas Pouille         | 2. Runde        |
| 30. | Jérémy Chardy         | 3. Runde        |
| 31. | Federico Delbonis     | 1. Runde        |
| 32. | Fabio Fognini         | 1. Runde        |
| 33. | Steve Johnson         | 1. Runde        |

## Dameneinzel
Setzliste
| Nr. | Spielerin            | Erreichte Runde |
| --- | -------------------- | --------------- |
| 01. | Serena Williams      | Finale          |
| 02. | Agnieszka Radwańska  | Achtelfinale    |
| 03. | Angelique Kerber     | 1. Runde        |
| 04. | Garbiñe Muguruza     | Sieg            |
| 05. | Wiktoryja Asaranka   | 1. Runde        |
| 06. | Simona Halep         | Achtelfinale    |
| 07. | Roberta Vinci        | 1. Runde        |
| 08. | Timea Bacsinszky     | Viertelfinale   |
| 09. | Venus Williams       | Achtelfinale    |
| 10. | Petra Kvitová        | 3. Runde        |
| 11. | Lucie Šafářová       | 3. Runde        |
| 12. | Carla Suárez Navarro | Achtelfinale    |
| 13. | Swetlana Kusnezowa   | Achtelfinale    |
| 14. | Ana Ivanović         | 3. Runde        |
| 15. | Madison Keys         | Achtelfinale    |
| 16. | Sara Errani          | 1. Runde        |

| Nr. | Spielerin                    | Erreichte Runde |
| --- | ---------------------------- | --------------- |
| 17. | Karolína Plíšková            | 1. Runde        |
| 18. | Elina Switolina              | Achtelfinale    |
| 19. | Sloane Stephens              | 3. Runde        |
| 20. | Johanna Konta                | 1. Runde        |
| 21. | Samantha Stosur              | Halbfinale      |
| 22. | Dominika Cibulková           | 3. Runde        |
| 23. | Jelena Janković              | 1. Runde        |
| 24. | Anastassija Pawljutschenkowa | 3. Runde        |
| 25. | Irina-Camelia Begu           | Achtelfinale    |
| 26. | Kristina Mladenovic          | 3. Runde        |
| 27. | Jekaterina Makarowa          | 2. Runde        |
| 28. | Andrea Petković              | 2. Runde        |
| 29. | Darja Kassatkina             | 3. Runde        |
| 30. | Barbora Strýcová             | 3. Runde        |
| 31. | Monica Niculescu             | 1. Runde        |
| 32. | Jeļena Ostapenko             | 1. Runde        |

## Herrendoppel
Setzliste
| Nr. | Paarung                             | Erreichte Runde |
| --- | ----------------------------------- | --------------- |
| 01. | Pierre-Hugues Herbert Nicolas Mahut | Achtelfinale    |
| 02. | Jean-Julien Rojer Horia Tecău       | 2. Runde        |
| 03. | Ivan Dodig Marcelo Melo             | Halbfinale      |
| 04. | Jamie Murray Bruno Soares           | Achtelfinale    |
| 05. | Bob Bryan Mike Bryan                | Finale          |
| 06. | Rohan Bopanna Florin Mergea         | Viertelfinale   |
| 07. | Vasek Pospisil Jack Sock            | 2. Runde        |
| 08. | Raven Klaasen Rajeev Ram            | 2. Runde        |

| Nr. | Paarung                            | Erreichte Runde |
| --- | ---------------------------------- | --------------- |
| 09. | Łukasz Kubot Alexander Peya        | Halbfinale      |
| 10. | Treat Huey Maks Mirny              | Achtelfinale    |
| 11. | Henri Kontinen John Peers          | 2. Runde        |
| 12. | Radek Štěpánek Nenad Zimonjić      | Achtelfinale    |
| 13. | Juan Sebastián Cabal Robert Farah  | 1. Runde        |
| 14. | Daniel Nestor Aisam-ul-Haq Qureshi | Achtelfinale    |
| 15. | Feliciano López Marc López         | Sieg            |
| 16. | Marcin Matkowski Leander Paes      | Viertelfinale   |

## Damendoppel
Setzliste
| Nr. | Paarung                              | Erreichte Runde |
| --- | ------------------------------------ | --------------- |
| 01. | Martina Hingis Sania Mirza           | Achtelfinale    |
| 02. | Bethanie Mattek-Sands Lucie Šafářová | 1. Runde        |
| 03. | Chan Hao-ching Chan Yung-jan         | Viertelfinale   |
| 04. | Tímea Babos Jaroslawa Schwedowa      | Achtelfinale    |
| 05. | Caroline Garcia Kristina Mladenovic  | Sieg            |
| 06. | Andrea Hlaváčková Lucie Hradecká     | Viertelfinale   |
| 07. | Jekaterina Makarowa Jelena Wesnina   | Finale          |
| 08. | Raquel Atawo Abigail Spears          | 2. Runde        |

| Nr. | Paarung                                        | Erreichte Runde |
| --- | ---------------------------------------------- | --------------- |
| 09. | Xu Yifan Zheng Saisai                          | Viertelfinale   |
| 10. | Julia Görges Karolína Plíšková                 | Achtelfinale    |
| 11. | Andreja Klepač Katarina Srebotnik              | Achtelfinale    |
| 12. | Lara Arruabarrena Vecino Sara Errani           | 1. Runde        |
| 13. | Anabel Medina Garrigues Arantxa Parra Santonja | 1. Runde        |
| 14. | Irina-Camelia Begu Monica Niculescu            | Rückzug         |
| 15. | Vania King Alla Kudrjawzewa                    | 1. Runde        |
| 16. | Chuang Chia-jung Hsieh Su-wei                  | 1. Runde        |

## Mixed
Setzliste
| Nr. | Paarung                                   | Erreichte Runde |
| --- | ----------------------------------------- | --------------- |
| 01. | Chan Hao-ching Jamie Murray               | Viertelfinale   |
| 02. | Sania Mirza Ivan Dodig                    | Finale          |
| 03. | Kristina Mladenovic Pierre-Hugues Herbert | Halbfinale      |
| 04. | Jaroslawa Schwedowa Florin Mergea         | Achtelfinale    |

| Nr. | Paarung                                  | Erreichte Runde |
| --- | ---------------------------------------- | --------------- |
| 05. | Jelena Wesnina Bruno Soares              | Viertelfinale   |
| 06. | Andrea Hlaváčková Édouard Roger-Vasselin | Halbfinale      |
| 07. | Chan Yung-jan Maks Mirny                 | Viertelfinale   |
| 08. | Coco Vandeweghe Bob Bryan                | Viertelfinale   |

## Junioreneinzel
Setzliste
| Nr. | Spieler            | Erreichte Runde |
| --- | ------------------ | --------------- |
| 01. | Stefanos Tsitsipas | Viertelfinale   |
| 02. | Máté Valkusz       | Achtelfinale    |
| 03. | Ulises Blanch      | 2. Runde        |
| 04. | Yōsuke Watanuki    | 1. Runde        |
| 05. | Denis Shapovalov   | Halbfinale      |
| 06. | Alex de Minaur     | 2. Runde        |
| 07. | Chung Yun-seong    | 2. Runde        |
| 08. | Joʻrabek Karimov   | Achtelfinale    |

| Nr. | Spieler                 | Erreichte Runde |
| --- | ----------------------- | --------------- |
| 09. | Miomir Kecmanović       | Achtelfinale    |
| 10. | Casper Ruud             | 2. Runde        |
| 11. | Félix Auger-Aliassime   | Finale          |
| 12. | Jurij Rodionov          | 2. Runde        |
| 13. | Wu Yibing               | 2. Runde        |
| 14. | Genaro Alberto Olivieri | Viertelfinale   |
| 15. | John McNally            | 2. Runde        |
| 16. | Youssef Hossam          | 1. Runde        |

## Juniorinneneinzel
Setzliste
| Nr. | Spielerin               | Erreichte Runde |
| --- | ----------------------- | --------------- |
| 01. | Olessja Perwuschina     | Halbfinale      |
| 02. | Amanda Anisimova        | Finale          |
| 03. | Kayla Day               | Achtelfinale    |
| 04. | Anastassija Potapowa    | Halbfinale      |
| 05. | Dajana Jastremska       | Achtelfinale    |
| 06. | Katie Swan              | 1. Runde        |
| 07. | Georgia Andreea Crăciun | 1. Runde        |
| 08. | Jelena Rybakina         | 2. Runde        |

| Nr. | Spielerin               | Erreichte Runde |
| --- | ----------------------- | --------------- |
| 09. | Usue Maitane Arconada   | Achtelfinale    |
| 10. | Sofia Kenin             | Achtelfinale    |
| 11. | Sofja Schuk             | 1. Runde        |
| 12. | Rebeka Masarova         | Sieg            |
| 13. | Markéta Vondroušová     | Achtelfinale    |
| 14. | Tessah Andrianjafitrimo | 2. Runde        |
| 15. | Panna Udvardy           | 1. Runde        |
| 16. | Amina Anschba           | 1. Runde        |

## Juniorendoppel
Setzliste
| Nr. | Paarung                                | Erreichte Runde |
| --- | -------------------------------------- | --------------- |
| 01. | Ulises Blanch Máté Valkusz             | Achtelfinale    |
| 02. | Félix Auger-Aliassime Denis Shapovalov | Achtelfinale    |
| 03. | Miomir Kecmanović Casper Ruud          | Halbfinale      |
| 04. | Jay Clarke Stefanos Tsitsipas          | Viertelfinale   |

| Nr. | Paarung                                     | Erreichte Runde |
| --- | ------------------------------------------- | --------------- |
| 05. | Youssef Hossam Joʻrabek Karimov             | Viertelfinale   |
| 06. | Alexei Popyrin Wu Yibing                    | 1. Runde        |
| 07. | John McNally J. J. Wolf                     | Viertelfinale   |
| 08. | Alejandro Davidovich Fokina Yōsuke Watanuki | 1. Runde        |

## Juniorinnendoppel
Setzliste
| Nr. | Paarung                                  | Erreichte Runde |
| --- | ---------------------------------------- | --------------- |
| 01. | Olessja Perwuschina Anastassija Potapowa | Finale          |
| 02. | Usue Maitane Arconada Kayla Day          | Achtelfinale    |
| 03. | Amina Anschba Jelena Rybakina            | 1. Runde        |
| 04. | Emily Appleton Katie Swan                | 1. Runde        |

| Nr. | Paarung                              | Erreichte Runde |
| --- | ------------------------------------ | --------------- |
| 05. | Sofia Kenin Alexandra Sanford        | Achtelfinale    |
| 06. | Jodie Anna Burrage Panna Udvardy     | 1. Runde        |
| 07. | Mai Hontama Zheng Wushuang           | 1. Runde        |
| 08. | Anastasia Dețiuc Markéta Vondroušová | 1. Runde        |

## Herreneinzel-Rollstuhl
Setzliste
| Nr. | Spieler         | Erreichte Runde |
| --- | --------------- | --------------- |
| 01. | Stéphane Houdet | Halbfinale      |
| 02. | Joachim Gérard  | Erste Runde     |

## Dameneinzel-Rollstuhl
Setzliste
| Nr. | Spielerin       | Erreichte Runde |
| --- | --------------- | --------------- |
| 01. | Jiske Griffioen | Erste Runde     |
| 02. | Yui Kamiji      | Halbfinale      |

## Herrendoppel-Rollstuhl
Setzliste
| Nr. | Paarung                        | Erreichte Runde |
| --- | ------------------------------ | --------------- |
| 01. | Stéphane Houdet Nicolas Peifer | Halbfinale      |
| 02. | Shingo Kunieda Gordon Reid     | Sieg            |

## Damendoppel-Rollstuhl
Setzliste
| Nr. | Paarung                        | Erreichte Runde |
| --- | ------------------------------ | --------------- |
| 01. | Jiske Griffioen Aniek van Koot | Finale          |
| 02. | Yui Kamiji Jordanne Whiley     | Sieg            |